# Строцца
Строцца (італ. Strozza) — муніципалітет в Італії, у регіоні Ломбардія, провінція Бергамо.
Строцца розташована на відстані близько 490 км на північний захід від Рима, 50 км на північний схід від Мілана, 11 км на північний захід від Бергамо.
Населення — 1079 осіб (2014).
Щорічний фестиваль відбувається 30 листопада. Покровитель — Андрій Первозваний.

## Демографія
Населення за роками:

Станом на 1 січня 2023 року в муніципалітеті офіційно проживали 64 іноземці з 15 країн, серед них 18 громадян країн Євросоюзу та 8 громадян України.

## Сусідні муніципалітети
- Альменно-Сан-Бартоломео
- Альменно-Сан-Сальваторе
- Капіццоне
- Ронкола
- Уб'яле-Кланеццо